# Лимузина
Лимузината е луксозен автомобил, управляван от професионален шофьор, с преграда между отделението за водача и купето на пътника.

## История
В миналото, богатите собственици на скъпи файтони и техните пътници са свикнали със собственото си лично отделение, оставяйки кочияша навън при всякакви климатични условия. С въвеждането на автомобилите, богатите хора се нуждаят от подобен аранжимент. Така, през 1916 г. в САЩ се появява определението за лимузина като „затворен автомобил с от три до пет места, като шофьорското място е отвън“. Думата произлиза от френския департамент Лимузен, където пастирите носят качулки, физически наподобяващи определен тип файтонски покрив.

## Характеристики
Лимузината има преграда, отделяща шофьора от задното пътническо отделение. Тази преграда обикновено включва секция с отварящо се стъкло, така че пътниците да могат да видят пътя. Комуникацията с шофьора е възможна или през тази секция, или по интерком.
Лимузините често има дълга колесна база, за да се предостави допълнително място за краката в пътническото отделение. Понякога в него е разположен сгъваем стол.
Стреч лимузините са по-дълги от нормалните лимузини, обикновено за да побират повече пътници. Те могат да имат седалки отстрани. Стреч лимузината е създадена във Форт Смит, Арканзас около 1928 г. с целта да превозва фронтмените на големи музикални групи (Глен Милър, Бени Гудман и други), техните съдружници и оборудване.

## Галерия
- Лимузина Studebaker от 1908 г.
- Rolls-Royce Phantom IV от 1953 г.
- Лимузина Лада в Куба.
- Американският президент Джералд Форд в салона на лимузината си, 1974 г.
- Стреч лимузина Lincoln Town Car.
- Стреч лимузина Lincoln Navigator.
- Два лимузина Lincoln Town в Москва.